# Specialni izvidniški polk
| [[Slika:\|Znak enote]] |

Special Reconnaissance Regiment

Specialni izvidniški polk (izvirno angleško Special Reconnaissance Regiment; kratica SRR) je britanski specialni polk.

## Zgodovina
Polk je bil ustanovljen 6. aprila 2005.

## Naloge
Polk je specializiran za opravljanje nadzorovalnih operacij, predvsem proti možnim mednarodnim teroristom. Svoje naloge opravlja skupaj z drugimi specialnimi enotami Specialnih sil Združenega kraljestva.
Med drugim izvaja tudi izvidniške operacije v podpori drugih specialnih sil.

## Simboli
Kapni znak sestavljata meč, ki je usmerjen navzgor. V sredini znaka, pred mečem, je nameščena korintska čelada. V spodnjem delu znaka je zvitek z napisom RECONNAISSANCE (slovensko izvidništvo). 